# Ferran Valls i Taberner
Ferran Valls i Taberner (Barcelona, 31 de març de 1888 - Barcelona, 1 d'octubre de 1942) fou un advocat, polític i historiador medievalista català, fill de l'enginyer Isidre Valls i Pallerola, i germà de l'empresari Josep Valls i Taberner.

## Biografia
Ferran Valls i Taberner va néixer a la plaça de Santa Anna de Barcelona, fill d'Isidre Valls i Pallerola, natural de Sallent, i d'Antònia Taberner i Prims, nascuda a Barcelona.
El 1910 es va llicenciar en Dret i Filosofia i Lletres a la Universitat de Barcelona, on fou deixeble d'Antoni Rubió i Lluch. Una beca de la Junta de Ampliación de Estudios de Madrid li va permetre d'ingressar a l'École des Chartes de la Facultat de Dret de la Universitat de París, ciutat on va residir els cursos de 1910 i 1911. El 1912 es doctorà en Dret per la Universitat de Madrid i el 1915 en Història per la mateixa universitat. A partir del curs 1913-1914 i fins al curs 1926-1927, va esdevenir professor d'Història de Catalunya als Estudis Universitaris Catalans.
El 13 de juliol de 1913 va accedir per oposició al Cuerpo de Archivos y Bibliotecas i se li va assignar plaça el 1914 a l'Arxiu de la Corona d'Aragó. En fou nomenat director el 23 de novembre de 1929, encara en plena dictadura de Primo de Rivera, i es va mantenir en el càrrec fins poc abans d'esclatar la Guerra Civil. El va recuperar el 1939, en finalitzar la contesa.
També intervingué a l'àmbit català des de càrrecs diversos. El 1916 havia estat nomenat Jutge d'Apel·lacions del Principat d'Andorra, càrrec que mantindrà fins al final de la seva vida. El desembre de 1918 fou nomenat membre adjunt de la Secció Històrica-Arqueològica de l'Institut d'Estudis Catalans i a partir de 1935 en serà membre numerari. El 1918 va ingressar a l'Oficina d'Estudis Jurídics de la Mancomunitat de Catalunya i el 1920 a l'Acadèmia de Bones Lletres de Barcelona. Des d'aquestes institucions col·laborà a la Revista Jurídica de Catalunya i impulsà la creació de la biblioteca del Col·legi d'Advocats de Barcelona.
Llevat d'un període curt, a l'inici dels estudis universitaris, que va militar a les Juventudes Monárquicas, sempre es va significar políticament com a membre de la Lliga Regionalista, partit amb el qual guanyà l'acta de diputat provincial pel districte de Barcelona en les eleccions del 12 de juny de 1921. Aquesta acta fou suspesa pel Reial decret de 12 de gener de 1924, promogut per Primo de Rivera, que dissolia les diputacions elegides per sufragi universal. El 17 de juliol de 1922 va prendre possessió de la càtedra d'Història d'Espanya de la Universitat de Múrcia. Hi va impartir solament un curs (1922-1923). Ferran Valls i Taberner va integrar-se a la Junta del Col·legi d'Advocats de Barcelona, de marcat signe catalanista. La Junta va ser abolida el 6 de març de 1926 per "la resistencia a publicar en idioma español las listas de los colegiados" de la Guia Jurídica. Els membres de la Junta van ser empresonats i Ferran Valls i Taberner, després, va ser confinat a Morella.
En proclamar-se la Segona República Espanyola, va entrar a formar part de la Comissió d'Acció Política de la Lliga, màxim òrgan de govern del partit. Atès que Francesc Cambó i Joan Ventosa i Calvell s'autoexiliaren a França i Lluís Duran i Ventosa se'n va apartar per malaltia, tot feia pensar que la direcció la prendria Ferran Valls. Francesc Cambó, però, no va cedir mai el control partit i Ferran Valls es va anar apartant de la política activa, tot i que es va presentar a les eleccions al Parlament de Catalunya i en va sortir elegit diputat.
Tanmateix, va ser durant el període republicà quan va exposar la seva actitud hostil al catalanisme publicant unes reflexions que reprenien un fil de pensament que ja havia iniciat a la darreria de la dictadura amb la publicació de Paraules del moment (1930), on proposava la revisió del pensament d'Enric Prat de la Riba. La publicació d'Hores confuses, poc abans dels fets del sis d'octubre de 1934, posa de manifest el seu refús al pensament de Prat, al sufragi universal, a la democràcia parlamentària i al nacionalisme, que considera una moda temporal que degenera fatalment en extremismes i violència. Jordi Rubió va manifestar que en aquest llibre s'hi troba la llavor «de tot el que escrigué i predicà després». Cal dir que Valls i Taberner va servir la Lliga Catalana amb lleialtat i dedicació, però el seu pensament polític era advers als principis defensats per aquest partit.
En esclatar la Guerra civil espanyola, Ferran Valls i Taberner, que era diputat a les Corts a Madrid, fugí d'Espanya gràcies a amics seus republicans i cercà refugi a Roma. Més avant tornà a Espanya i es posà al servei del govern de Francisco Franco, de qui esdevingué partidari incondicional, de primer a Burgos i més tard a Còrdova. El Ministeri d'Educació Nacional del govern de Franco el va enviar a l'Amèrica del Sud juntament amb José Ibáñez Martín, el jesuïta Francisco Peiró, Gonzalo Valentín i el periodista Eugenio Montes, que constituïen una missió cultural de suport a la causa franquista. Partiren el 2 d'octubre de 1937 i retornaren a primers de febrer del 1938.
El 28 de gener de 1939 tornà a instal·lar-se Barcelona, on fou nomenat catedràtic d'Història Universal de la Universitat de Barcelona, president de l'Acadèmia de Bones Lletres, de l'Ateneu Barcelonès i de l'Escola de Bibliotecàries, i director de l'Arxiu de la Corona d'Aragó i de la delegació catalana del CSIC, on va mantenir una bona relació amb José María Albareda Herrera.
La seva apostasia del catalanisme queda reflectida al llibre La reafirmación espiritual de España, un conjunt de conferències i articles publicats en diversos mitjans com La Vanguardia i d'altres i que va agrupar en tres parts. La tercera, titulada Unidad de destino. (Palabras a Cataluña), inclou l'article «En los comienzos de la paz. La falsa ruta», en què denuncia «els errors de la burgesia catalana» i canta les excel·lències del nou règim.
Quan s'ordenaren els seus papers després de la seva mort l'any 1942, es va trobar un escrit en el qual fa un compendi la seva ideologia, ja emmarcada a principi del règim franquista. Hi declara que, si bé ell no militava en el partit únic, tampoc no s'oposava a la seva existència i que el 21 de setembre de 1936 s'havia adherit al Movimiento Nacional. S'hi declarava catòlic, apostòlic i romà, i refusava el comunisme, el socialisme, el liberalisme, l'anarquisme i el totalitarisme. Es considerava espanyol de cor i abjurava del catalanisme amb aquestes paraules: «Nada tengo ni quiero tener con ninguno de sus grupos o matices». Monàrquic per convicció i sentiment, es considerava súbdit del Comte de Barcelona i finalment declarava la seva adhesió a Franco.
Es va casar amb Marcelina Arnó i Maristany.

## Obres
- Texts de dret català (1913-1920)
- Els usatges de Barcelona (1919) amb Ramon d'Abadal i de Vinyals
- Les genealogies de Roda o de Meià (1920)
- Història de Catalunya (1922-1923) amb Ferran Soldevila
- Pròleg de l'assaig Noves proves de la catalanitat de Colom, de Lluís Ulloa (1927)
- Estudis d'història jurídica catalana (1929)
- Les Notes sobre el "Consolat de Mar" (1929)
- La cour comtale barcelonnaise (1935)
- Reafirmación espiritual de España (1939)